# Эверетт, Дуг
Дуглас Ньютон «Дуг» Эверетт (англ. Douglas Newton "Doug" Everett; 24 января 1910 — 9 марта 1973) — американский хоккеист, защитник; серебряный призёр зимних Олимпийских игр 1932 года.

## Биография
Окончил школу в Нью-Гэмпшире в 1926 году, выступал за любительскую хоккейную команду Бостонского университета и команду «Конкорд». В 1932 году в составе сборной США по хоккею с шайбой завоевал серебряные медали Олимпийских игр в Лейк-Плэсиде (пять игр и четыре заброшенных шайбы). После карьеры хоккеиста работал банкиром, был председателем совета директоров компании Merrill & Everett и банка New Hampshire Savings Bank. В 1974 году включён в Хоккейный зал славы США, его имя носит каток в Конкорде (Нью-Гэмпшир).